# Echinopora
Genre
Echinopora est un genre de coraux scléractiniaires de la famille des Merulinidae (anciennement des Faviidae).

## Liste des espèces
Selon World Register of Marine Species (17 octobre 2014) :
- Echinopora ashmorensis Veron, 1990
- Echinopora forskaliana (Milne Edwards & Haime, 1849)
- Echinopora fruticulosa Klunzinger, 1879
- Echinopora gemmacea (Lamarck, 1816)
- Echinopora grandicula Claereboudt, 2006
- Echinopora hirsutissima Milne Edwards & Haime, 1849
- Echinopora horrida Dana, 1846
- Echinopora irregularis Veron, Turak & DeVantier, 2000
- Echinopora lamellosa (Esper, 1795)
- Echinopora litae Nemenzo & Montecillo, 1981
- Echinopora mammiformis (Nemenzo, 1959)
- Echinopora pacificus Veron, 1990
- Echinopora pellucida Rehberg, 1892
- Echinopora robusta Veron, 2000
- Echinopora spinulosa Brüggemann
- Echinopora taylorae (Veron, 2000)
- Echinopora tiranensis Veron, Turak & DeVantier, 2000